# أوسكار بي أوستين
أوسكار بي أوستين (بالإنجليزية: Oscar P. Austin)‏ هو عسكري أمريكي، ولد في 15 يناير 1948 في ناكوغدوشس في الولايات المتحدة، وتوفي في 23 فبراير 1969 في فيتنام.